# Calomyscus elburzensis
Calomyscus elburzensis is een zoogdier uit de familie van de muishamsters (Calomyscidae). De wetenschappelijke naam van de soort werd voor het eerst geldig gepubliceerd door Goodwin in 1938.

## Voorkomen
De soort komt voor in Afghanistan, Iran en Turkmenistan.